# Hochleithen
Hochleithen ist eine Gemeinde mit 1091 Einwohnern (Stand 1. Jänner 2025) im Bezirk Mistelbach in Niederösterreich.

## Geografie
Hochleithen liegt rund zehn Kilometer nördlich von Wolkersdorf im Weinviertel, im flachen Tal des Wolfpassinger Baches. Die tiefste Stelle des Baches im Südwesten ist 200 Meter über dem Meeresniveau, die teilweise bewaldeten Hügel an der Gemeindegrenze erreichen 250 Meter. Die Fläche der Gemeinde umfasst fast zwanzig Quadratkilometer. Mehr als drei Viertel werden landwirtschaftlich genutzt, drei Prozent sind Weingärten und neun Prozent sind bewaldet.

### Gemeindegliederung
Das Gemeindegebiet umfasst folgende drei Ortschaften (in Klammern Einwohnerzahl Stand 1. Jänner 2025):
- Bogenneusiedl (165)
- Traunfeld (349)
- Wolfpassing an der Hochleithen (577)

Die Gemeinde besteht aus den Katastralgemeinden Bogenneusiedl, Traunfeld und Wolfpassing an der Hochleithen.

### Nachbargemeinden
| Kreuzstetten               |                                             | Gaweinstal    |
| Kreuttal                   | Kompassrose, die auf Nachbargemeinden zeigt | Bad Pirawarth |
| Ulrichskirchen-Schleinbach | Wolkersdorf                                 |               |

## Geschichte
Die erste urkundliche Erwähnung stammt aus 1161 und betrifft Wolfpeizingen, was so viel wie „auf den Wolf passen“ bedeutet (Wolfpassing). Wenige Jahre später wird Ortlieb de Wolfpassing in einer Schenkungsurkunde als Zeuge genannt. Im Jahr 1253/1254 wird Drauchfeld (Traunfeld) im Pfarrverzeichnis von Heiligenberg erwähnt. Niosidl (bogenförmige Neusiedlung) wird das heutige Bogenneusiedl 1258 genannt. Im Jahr 1280 waren ein Schloss und eine Kirche das Zentrum von Wolfpassing. Das Geschlecht der Wolfpassinger dürfte jedoch bereits im 13. Jahrhundert ausgestorben sein.
Im Jahr 1655 wurde Wolfpassing zur Pfarre erhoben. Von 1744 bis 1749 wurde die Kirche unter der Patronanz von Kaiserin Maria Theresia nach den Plänen eines Schülers von Johann Fischer von Erlach erbaut. Die barocke Kapelle in Bogenneusiedl wurde 1765 und 1797 die Kirche von Traunfeld errichtet.
Im Deutschen Krieg logierten 19.000 Soldaten vom 20. bis 23. Juli 1866 in Traunfeld, Wolfpassing und Bogenneusiedl. Das Kommando war im Pfarrhof einquartiert.
Um die Hochwassergefahr zu bannen, wird 1924 der Bach reguliert, 1926 erfolgt die Installation des elektrischen Stromes, 1931 wird das erste Telefon angeschlossen. Der Abschnitt der Nord/Weinviertel Autobahn A5 an der Ostgrenze der Gemeinde wird im Jahr 2010 eröffnet.

### Zweiter Weltkrieg
In den letzten Tagen des Zweiten Weltkriegs wurden Hochleithen und seine Katastralgemeinden Schauplatz heftiger und wechselvoller Kämpfe zwischen Truppen der Wehrmacht und der Roten Armee. In Bogenneusiedl fand am 15. April 1945 ein Tieffliegerangriff der Sowjets auf eine deutsche Artilleriestellung statt, bei dem auch Zivilisten getötet und mehrere Gebäude zerstört wurden. In Traunfeld kam es zu zähen Abwehrkämpfen der Deutschen unter Einsatz von Panzer und leichter Artillerie gegen starke, mit Stalinorgeln versehene Sowjettruppen. Erst nach heftigem Granatwerferfeuer gelang es den Sowjets, am 16. April den Ort zu nehmen, wobei 21 Gebäude komplett zerstört wurden. In Wolfpassing kamen im Zuge von wechselnden Kampfhandlungen drei Zivilisten ums Leben, 51 Gebäude wurden ein Raub der Flammen.

### Einwohnerentwicklung
| Hochleithen: Einwohnerzahlen von 1869 bis 2025      | Hochleithen: Einwohnerzahlen von 1869 bis 2025 | Hochleithen: Einwohnerzahlen von 1869 bis 2025 | Hochleithen: Einwohnerzahlen von 1869 bis 2025 | Hochleithen: Einwohnerzahlen von 1869 bis 2025 |
| --------------------------------------------------- | ---------------------------------------------- | ---------------------------------------------- | ---------------------------------------------- | ---------------------------------------------- |
| Jahr                                                |                                                |                                                |                                                | Einwohner                                      |
| 1869                                                | 1869                                           |                                                | 1.370                                          | 1.370                                          |
| 1880                                                | 1880                                           |                                                | 1.490                                          | 1.490                                          |
| 1890                                                | 1890                                           |                                                | 1.606                                          | 1.606                                          |
| 1900                                                | 1900                                           |                                                | 1.658                                          | 1.658                                          |
| 1910                                                | 1910                                           |                                                | 1.686                                          | 1.686                                          |
| 1923                                                | 1923                                           |                                                | 1.617                                          | 1.617                                          |
| 1934                                                | 1934                                           |                                                | 1.426                                          | 1.426                                          |
| 1939                                                | 1939                                           |                                                | 1.311                                          | 1.311                                          |
| 1951                                                | 1951                                           |                                                | 1.190                                          | 1.190                                          |
| 1961                                                | 1961                                           |                                                | 1.093                                          | 1.093                                          |
| 1971                                                | 1971                                           |                                                | 1.014                                          | 1.014                                          |
| 1981                                                | 1981                                           |                                                | 1.014                                          | 1.014                                          |
| 1991                                                | 1991                                           |                                                | 1.026                                          | 1.026                                          |
| 2001                                                | 2001                                           |                                                | 1.084                                          | 1.084                                          |
| 2011                                                | 2011                                           |                                                | 1.146                                          | 1.146                                          |
| 2021                                                | 2021                                           |                                                | 1.118                                          | 1.118                                          |
| 2025                                                | 2025                                           |                                                | 1.091                                          | 1.091                                          |
| Quelle(n): Statistik Austria, Gebietsstand 1.1.2021 |                                                |                                                |                                                |                                                |

## Kultur und Sehenswürdigkeiten

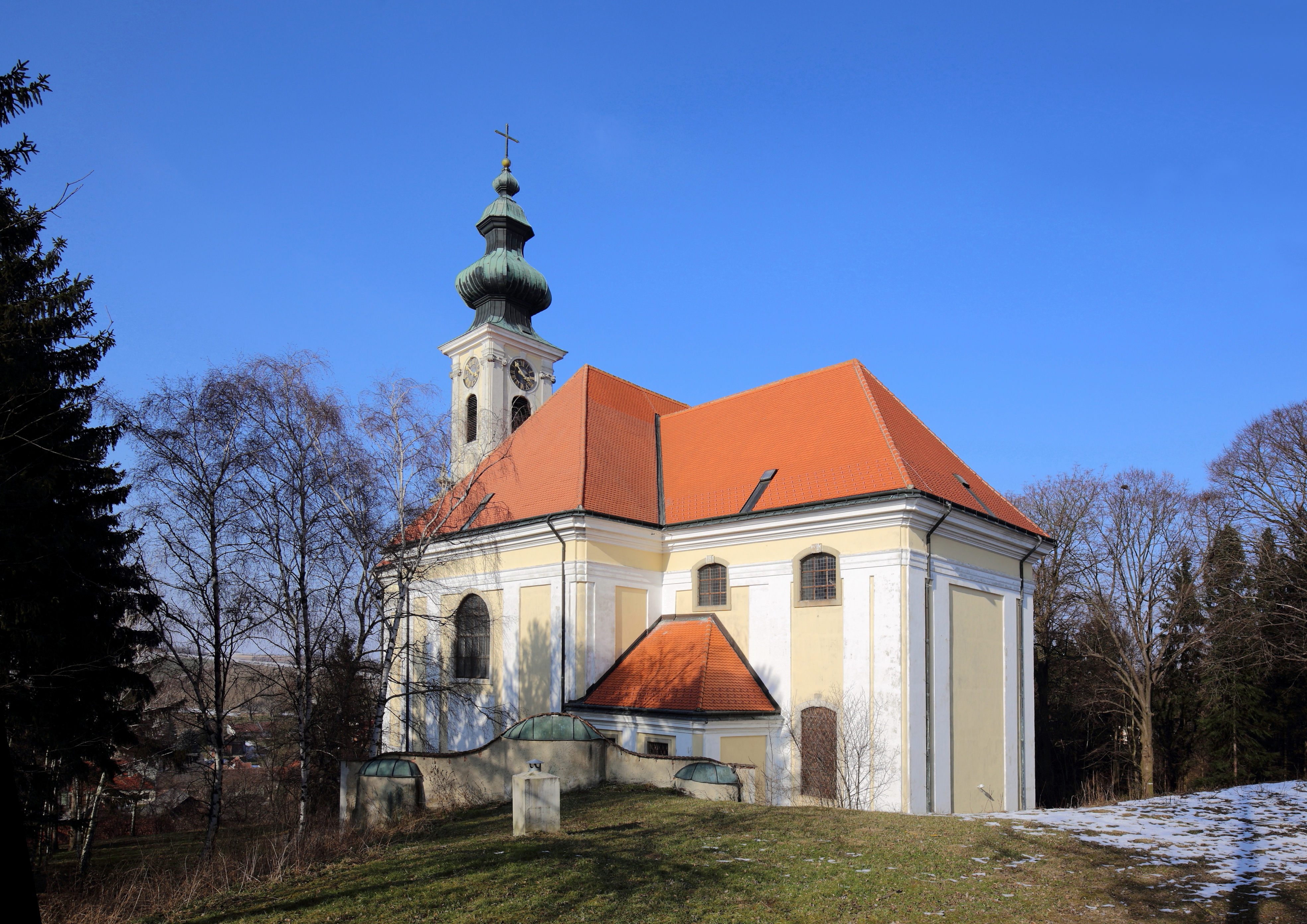
Pfarrkirche Wolfpassing an der Hochleithen

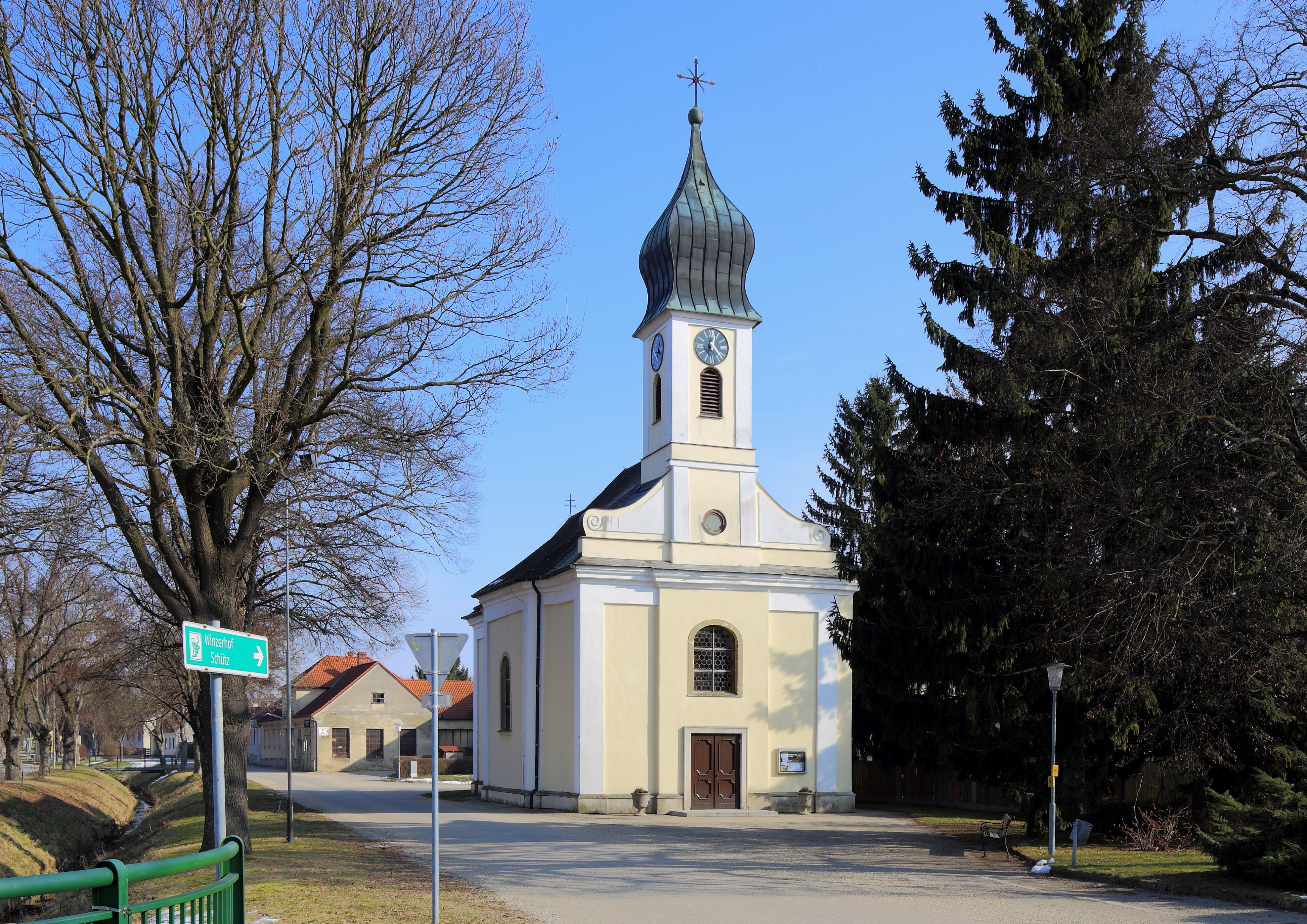
Pfarrkirche Traunfeld

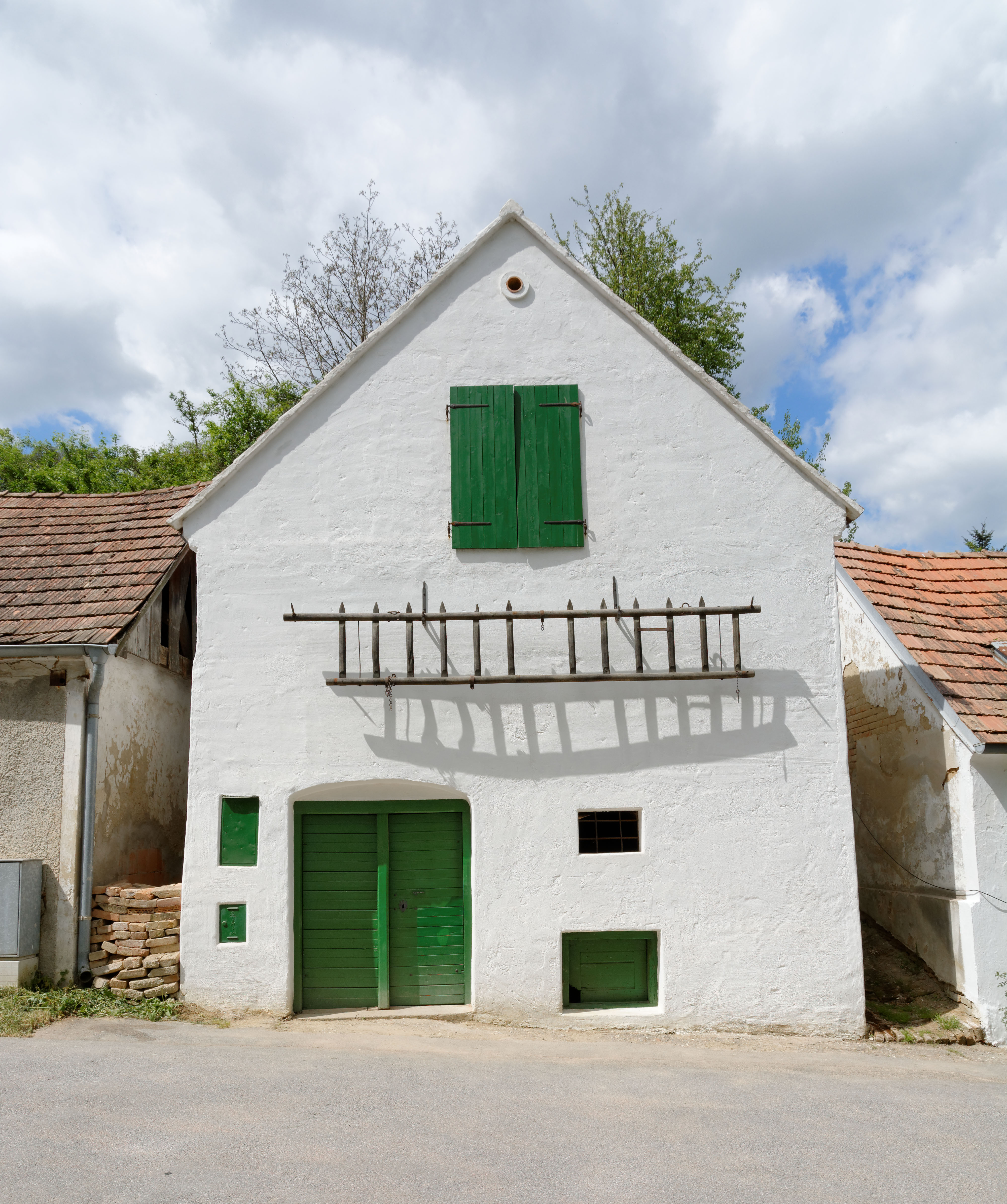
Kellergasse Im Oberen Kreuth in Bogenneusiedl

- Katholische Pfarrkirche Wolfpassing an der Hochleithen hl. Nikolaus
- Katholische Pfarrkirche Traunfeld hl. Johannes Nepomuk
- Katholische Filialkirche Bogenneusiedl hl. Johannes Nepomuk

## Wirtschaft und Infrastruktur

### Wirtschaftssektoren
Im Jahr 2010 waren von den 36 landwirtschaftlichen Betriebe 22 Vollerwerbsbauern. Diese bewirtschafteten drei Viertel der Flächen. Im Produktionssektor waren 22 Erwerbstätige in der Bauwirtschaft und 18 im Bereich Warenherstellung beschäftigt. Die wichtigsten Arbeitgeber im Dienstleistungssektor waren die Bereiche Beherbergung und Gastronomie (25), soziale und öffentliche Dienste (22) und Handel (21 Mitarbeiter).
| Wirtschaftssektor            | Anzahl Betriebe | Anzahl Betriebe | Erwerbstätige | Erwerbstätige |
| Wirtschaftssektor            | 2011            | 2001            | 2011          | 2001          |
| ---------------------------- | --------------- | --------------- | ------------- | ------------- |
| Land- und Forstwirtschaft 1) | 36              | 63              | 33            | 51            |
| Produktion                   | 12              | 11              | 40            | 44            |
| Dienstleistung               | 39              | 20              | 93            | 68            |

1) Betriebe mit Fläche in den Jahren 2010 und 1999

### Arbeitsmarkt, Pendeln
Im Jahr 2011 lebten 550 Erwerbstätige in Hochleithen. Davon arbeiteten 95 in der Gemeinde, mehr als achtzig Prozent pendelten aus.

### Verkehr
- Eisenbahn: Knapp westlich der Gemeinde verläuft die Schnellbahnlinie S2 von Mistelbach nach Wien.[9]
- Straße: Die Raststation Hochleithen der Nord/Weinviertel Autobahn A5 befindet sich auf Gemeindegebiet.
- Rad: ein dichtes Netz von Radrouten verläuft durch die Gemeinde Hochleithen.[10]

## Politik

### Gemeinderat
| Der Gemeinderat hat 19 Mitglieder. - Mit den Gemeinderatswahlen in Niederösterreich 1990 hatte der Gemeinderat folgende Verteilung: 10 ÖVP, 7 SPÖ und 2 FPÖ. - Mit den Gemeinderatswahlen in Niederösterreich 1995 hatte der Gemeinderat folgende Verteilung: 8 ÖVP, 5 SPÖ, 4 F.H. – Für Hochleithen und 2 FPÖ. - Mit den Gemeinderatswahlen in Niederösterreich 2000 hatte der Gemeinderat folgende Verteilung: 11 ÖVP, 6 SPÖ, 1 FPÖ und 1 F.H. – Für Hochleithen. - Mit den Gemeinderatswahlen in Niederösterreich 2005 hatte der Gemeinderat folgende Verteilung: 13 ÖVP, 5 SPÖ und 1 FPÖ. - Mit den Gemeinderatswahlen in Niederösterreich 2010 hatte der Gemeinderat folgende Verteilung: 12 ÖVP, 6 SPÖ und 1 FPÖ. - Mit den Gemeinderatswahlen in Niederösterreich 2015 hatte der Gemeinderat folgende Verteilung: 14 ÖVP und 5 SPÖ. - Mit den Gemeinderatswahlen in Niederösterreich 2020 hat der Gemeinderat folgende Verteilung: 14 ÖVP und 5 MRV – Mannschaft Robert Vielnascher (SPÖ). | Die zur Anzeige dieser Grafik verwendete Erweiterung wurde dauerhaft deaktiviert. Wir arbeiten aktuell daran, diese und weitere betroffene Grafiken auf ein neues Format umzustellen. (Mehr dazu) |

### Bürgermeister
- bis 2005 Josef Regner (ÖVP)
- seit 2005 Adolf Mechtler (ÖVP)[17]